# Jämshögs sparbank
Jämshögs sparbank var en sparbank i Olofström med omnejd.
Spar-Banken för Jemshög och Näsum stiftades den 27 maj 1838 och öppnade den 1 oktober samma år. Den verkade i Jämshögs socken och Näsums socken och kallades Jemshögs och Näsums socknars sparbank fram till det att Kyrkhults socken utbröts ur Jämshög, varefter namnet ändrades till Jemshögs, Kyrkhults och Näsums socknars sparbank. Det kortades sedermera till Jemshögs sparbank eller Sparbanken i Jemshög.
Ytterligare en sparbank inom Jämshögs sparbanks område grundades 1901, nämligen Kyrkhults sparbank. Under en tid fördes diskussioner om en sammanslagning av de två bankerna, men en sådan avslogs av Kyrkhults sparbanks styrelse 1968.
1976 togs banken över av Sparbanken Kronoberg. Verksamheten följde därefter med genom sammanslagningar till Sparbanken Kronan (1979), Sparbanksgruppen (1991), Sparbanken Sverige (1992), Föreningssparbanken (1997) och Swedbank (2006).
Den 1 juli 2009 köptes Swedbanks kontor i Olofström av Sparbanken 1826. Denna bank uppgick under år 2014 i Sparbanken Skåne och beslutade i december samma år att sälja kontoren i Olofström och Karlshamn till Sparbanken i Karlshamn.

## Källhänvisningar
1. 1 2 3  ”Sparbanken 1826 150 år”. Arkiverad från originalet den 9 oktober 2016. https://www.webcitation.org/6l88RchiO?url=http://iqpager.quid.se/pdf2swf/files/User115361969/UploadedPDF/Sparbanken1826_Jubileumsbok_185ar_iqpager.pdf.
2. ↑  Bidrag till Sveriges officiella statistik. H, Kungl. Maj:ts befallningshavandes femårsberättelser. Åren 1861-1865. Blekinge län.
3. ↑  Kyrkhults sparbank Arkiverad 30 april 2016 hämtat från the Wayback Machine., Sparbanken i Karlshamn
4. ↑  Sparbanken 1826 köper Swedbanks kontor i Olofström, Sparbanken 1826, 24 april 2009
5. ↑  Swedbank tjänar halv miljard på kontorsförsäljning Arkiverad 25 november 2019 hämtat från the Wayback Machine., Privata Affärer, 27 april 2009
6. ↑  Sparbanken Skåne säljer Blekinge-kontor, 12 december 2014, Sparbanken Skåne alternativ länk alternativ länk